# Хантль, Эмиль
Эмиль Хантль (нем. Emil Hantl; 14 декабря 1902, Мериш-Лотшау, Цвиттау, Германская империя — 18 августа 1984, Плохинген, ФРГ) — унтершарфюрер СС, санитар концлагеря Освенцим. После войны на Освенцимском процессе был приговорён к трём с половиной годам тюремного заключения.

## Биография
Эмиль Хантль родился 14 декабря 1902 года в семье рабочего на табачной фабрике. Посещал народную школу 8 лет, а с 1917 по 1920 год учился на пекаря в Цвиттау. Получив образование, Хантль не смог найти работу по специальности и поступил на работу на текстильную фабрику. С 1924 года работал на техническом предприятии. В 1925 году вернулся в Цвиттау и работал ткачом.
В сентябре 1938 года Судетская область была аннексирована Германией и Хантль вступил в НСДАП и СС. 21 января 1940 года был призван в Войска СС в Бреслау и проходил подготовку в полку СС «Мёртвая голова» в Лодзи. Хантль не был отправлен на фронт и 1 августа 1940 года получил приказ отправиться в Освенцим для службы в охранном батальоне. Впоследствии стал коммандофюрером и руководил отрядом заключенных. В 1942 году Хантль тяжело заболел и вернулся в строй только к концу года. После возвращения сначал служил в отделении главного врача  СС, а через некоторое время стал санитаром в лазарете. В качестве санитара его обязанности включали отбор ослабленных заключенных и умерщвление заключенных с помощью инъекций фенола.
В апреле 1944 года был переведён в концлагерь Аушвиц III Моновиц. Буна — это синтетический каучук, который должен был сделать Германию независимой от импорта каучука. Для производства вещества использовались заключенные, содержавшиеся в специально построенном концлагере Буна.
В конце 1944 года Хантль был переведен в филиал Явожно. Когда лагерь был расформирован и одновременно начался вывод войск, Хантлю удалось отделиться от СС и подчиниться подразделению Организации Тодта. Хантль был схвачен американскими солдатами как член организации Тодта и поэтому был освобожден через несколько недель. Его удостоверение личности, которое идентифицировало его как члена организации Тодта, защитило его от более сурового наказания.
После освобождения направился в Пассау, затем в Рендсбург и, наконец, в район Мюнхена Ройт, где работал в сельском хозяйстве. В начале 50-х годов переехал в город Марктредвиц, где работал ткачом. С 26 мая 1961 года находился в следственном изоляторе. Хантль предстал прежде судом присяжных во Франкфурте-на-Майне на Освенцимском процессе. 19 августа 1965 года за пособничество в убийстве в 40 случаях был приговорён к 3,5 годам заключения в тюрьме строгого режима. Время, проведённое в следственном изоляторе, было зачтено, и Хантль был отпущен на свободу.